# Neoisodiplosis corticii
Neoisodiplosis corticii är en tvåvingeart som först beskrevs av Ewald Rübsaamen och Hans Hedicke 1925.  Neoisodiplosis corticii ingår i släktet Neoisodiplosis och familjen gallmyggor.
Artens utbredningsområde är Tyskland. Inga underarter finns listade i Catalogue of Life.